# Fronte Nazionale del Botswana
Il Fronte Nazionale del Botswana (in inglese: Botswana National Front); è un partito politico botswano.

## Risultati elettorali
| Elezione                           | Voti    | % | Seggi   |
| ---------------------------------- | ------- | - | ------- |
| 1994                               | 104 435 |   | 13 / 40 |
| 1999                               | 87 457  |   | 6 / 40  |
| 2004                               | 107 451 |   | 12 / 57 |
| 2009                               | 119 509 |   | 6 / 57  |
| 2014 (in coalizione con BPP e BDM) | 207 113 |   | 8 / 57  |